# La Reine d'Espagne
Série
La Fille de tes rêves
(1998)
Pour plus de détails, voir Fiche technique et Distribution.
La Reine d'Espagne (La reina de España) est une comédie dramatique espagnole écrite et réalisée par Fernando Trueba et sortie en 2016.
Le film est une suite du film  La Fille de tes rêves (La niña de tus ojos), sorti en 1998 et également dirigé par Trueba.

## Synopsis
Dans les années 1950, en plein franquisme, la superstar internationale Macarena Granada retourne en Espagne, son pays natal, pour incarner Isabelle la Catholique dans un film biographique à grand budget. Quand il apprend son retour, Blas Fontiveros, un réalisateur qui l'a fait tourner dans une comédie musicale en 1938, retourne également à Madrid pour la revoir. Mais son arrivée déclenche une série d'événements inattendus qui perturbent le tournage du biopic surveillé par les hommes de Francisco Franco...

## Fiche technique
- Titre original : La reina de España

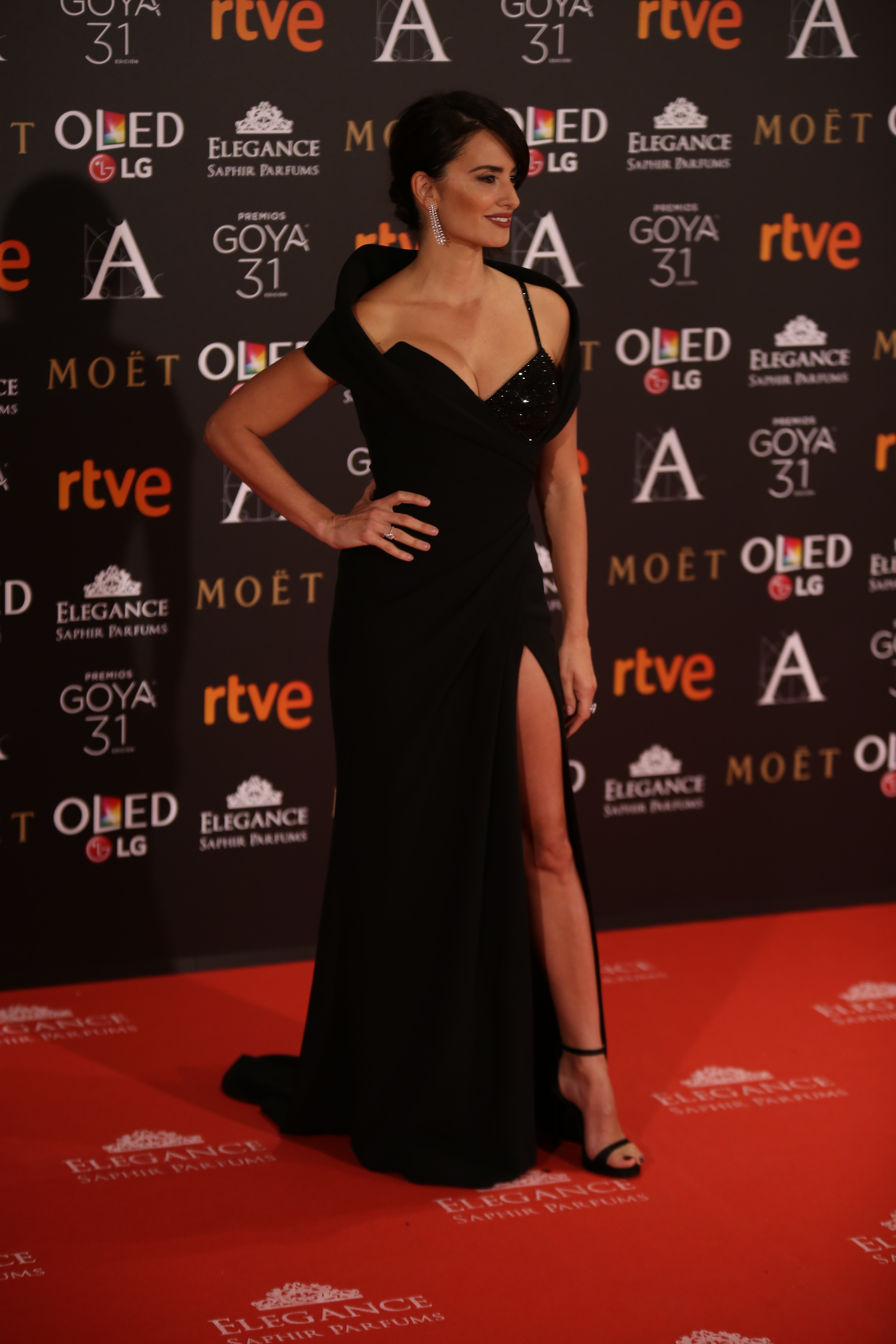
L'actrice principale Penelope Cruz aux Goya 2017.

- Titre français : La Reine d'Espagne
- Réalisation et scénario : Fernando Trueba
- Photographie : José Luis Alcaine
- Montage : Marta Velasco
- Musique : Zbigniew Preisner
- Pays de production : Espagne
- Langue originale : espagnol
- Format : couleur
- Genre : Comédie dramatique
- Durée : 128 minutes
- Dates de sortie :
  - Espagne : 24 novembre 2016
  - France : 21 mai 2018 (VàD)

## Distribution
- Penélope Cruz (VFC : Héloise Chettle) : Macarena Granada
- Antonio Resines (VFC : Philippe Mijon) : Blas Fontiveros
- Neus Asensi (VFC : Caroline Lemaire) : Lucía Gandía
- Ana Belén : Ana
- Javier Cámara (VFC : Olivier Peissel) : Pepe Bonilla
- Chino Darín : Leo
- Loles León (VFC : Sylvie Santelli) : Trini Morenos
- Arturo Ripstein : Sam Spiegelman
- Jorge Sanz (VFC : Éric Bonicatto) : Julián Torralba
- Rosa Maria Sardà (VFC : Marianne Chettle) : Rosa Rosales
- Santiago Segura (VFC : Michaël Cermeno) : Castillo
- Clive Revill : John Scott
- Cary Elwes : Gary Jones
- Mandy Patinkin : Jordan Berman
- J.A. Bayona : le projectionniste
- Aida Folch :
- Carlos Areces : Franco
- Gemma Cuervo : Actriz mayor
- Diana Peñalver : Dueña Pensión
- Julián Villagrán : Guardia Civil
- Enrique Villén : Jefe de construcción
- Guillermo Toledo : Guardia Civil
- Anabel Alonso : Doña Matilde Velorracho
- Jesús Bonilla : Bonilla
- Ramón Barea : Ramón
- Daniel Castro : Guardia Civil 1 / Extra torpe
- Julio Vélez : Periodista facha
- Rodrigo Poisón : Falangista Cuelgamuros
- Alfredo Martínez :
- Juan Margallo : Juan
- Vito Sanz : Ayudante de cámara
- Antonio Buil Pueyo : Santiago
- Javier de Quinto : Claquetista
- Javier Gil : Militar Franco

Doublage
- Studio : AudioProjects (Catalogne)
- Direction Artistique : Sylvie Santelli
- Adaptation et dialogues : Michaël Cermeno
- Montage et mixage :  AudioProjects

Source : carton de doublage de la VOD

## Distinction

### Sélection
- Berlinale 2017 : hors compétition